# Damernas sprintstafett vid världsmästerskapen i nordisk skidsport 2011
Damernas sprintstafett vid Skid-VM 2011 avgjordes den 2 mars 2011 kl. 14:15 efter kval kl. 12:15 (lokal tid, CET) i Holmenkollen, Norge. Distansen var 1,3 km, vilken två åkare kör tre gånger vardera. De tre främsta från båda semifinalerna tog sig vidare till final, liksom de fyra bästa tiderna. Alltså körde tio lag i finalen. Guldmedaljörerna blev Sverige, och laget bestod av Ida Ingemarsdotter och Charlotte Kalla.

## Tidigare världsmästare
| År   | Ort        | Mästare |
| ---- | ---------- | ------- |
| 2005 | Oberstdorf | Norge   |
| 2007 | Sapporo    | Finland |
| 2009 | Liberec    | Finland |

## Resultat
| Placering | Namn                                       | Land      | Tid     |
| --------- | ------------------------------------------ | --------- | ------- |
| 1         | Ida Ingemarsdotter och Charlotte Kalla     | Sverige   | 19:25.0 |
| 2         | Aino-Kaisa Saarinen och Krista Lähteenmäki | Finland   | 19:28.3 |
| 3         | Maiken Caspersen Falla och Astrid Jacobsen | Norge     | 19:29.1 |
| 4         | Arianna Follis och Marianna Longa          | Italien   | 19:40.1 |
| 5         | Katja Visnar och Petra Majdic              | Slovenien | 19:43.5 |
| 6         | Perianne Jones och Daria Gaiazova          | Kanada    | 20:11.9 |
| 7         | Stefanie Böhler och Nicole Fessel          | Tyskland  | 20:12.8 |
| 8         | Masako Ishida och Maduka Natsumi           | Japan     | 20:19.1 |
| 9         | Saide Bjornsen och Kikkan Randall          | USA       | 20:21.5 |
| 10        | Anastasia Dotensko och Julia Ivanova       | Ryssland  | 20:23.3 |
| 11        | Piret Pornmeister och Triin Ojaste         | Estland   | 20:55.6 |
| 12        | Eva Nývltová och Ivana Janečková           | Tjeckien  | 21:08.1 |
| 13        | Oxana Yatskaja och Tatyana Rochshina       | Kazakstan | 21:16.9 |
| 14        | Lina Kreivenaite och Ingrida Ardišauskaite | Litauen   | 22:50.3 |
| 15        | Zoya Zaviedieieva och Vita Jakimtjuk       | Ukraina   | 22:45.7 |